# William Gargan
Pour les articles homonymes, voir Gargan.
William Gargan est un acteur et producteur de cinéma américain, né le 17 juillet 1905 à Brooklyn (New York) et mort d'une crise cardiaque en avion, pendant le vol New York-San Diego, le 17 février 1979.

## Biographie
William Gargan est le frère cadet de l'acteur Edward Gargan (1902-1964).

## Filmographie
- 1928 : Lucky Boy de Norman Taurog : Bit Part
- 1930 : Follow the Leader de Norman Taurog : A Gangster
- 1931 : Partners
- 1931 : His Woman de Edward Sloman
- 1932 : The Misleading Lady de Stuart Walker : Fitzpatrick
- 1932 : Pluie (Rain) de Lewis Milestone : Sgt. Tim 'Handsome' O'Hara
- 1932 : The Sport Parade de Dudley Murphy : Johnny Baker
- 1932 : The Animal Kingdom d'Edward H. Griffith : 'Red' Regan, Tom's Butler
- 1933 : Lucky Devils (en) de Ralph Ince : Bob Hughes
- 1933 : Grand Bazar (Sweepings) de John Cromwell : Gene Pardway
- 1933 : La Déchéance de miss Drake (The Story of Temple Drake) de Stephen Roberts : Stephen Benbow
- 1933 : Emergency Call de Edward L. Cahn : Steve Brennan
- 1933 : Vol de nuit (Night Flight) de Clarence Brown :  Brazilian pilot
- 1933 : Aggie Appleby Maker of Men de Mark Sandrich : Red Branahan
- 1933 : Headline Shooter (en) d'Otto Brower : Bill Allen
- 1934 : Four Frightened People de Cecil B. DeMille : Stewart Corder
- 1934 : The Lineup de Howard Higgin : Bob Curtis
- 1934 : Strictly Dynamite de Elliott Nugent : Georgie Ross
- 1934 : Agent britannique (British Agent) de Michael Curtiz : Bob Medill
- 1935 : Things Are Looking Up de Albert de Courville : Van Gaard
- 1935 : A Night at the Ritz de William C. McGann : Duke Regan
- 1935 : Femmes d'affaires (Traveling Saleslady) de Ray Enright : Pat O'Connor
- 1935 : Furie noire (Black Fury) de Michael Curtiz : Slim Johnson, Company Policeman
- 1935 : Ne pariez pas sur les blondes (Don't Bet on Blondes) de Robert Florey : Numbers
- 1935 : Bright Lights de Busby Berkeley : Dan Wheeler
- 1935 : Le Gondolier de Broadway (Broadway Gondolier) de Lloyd Bacon : Cliff Stanley
- 1936 : Man Hunt de William Clemens : Henry Wadsworth 'Hank' Dawson
- 1936 : Soupe au lait (The Milky Way) : Speed McFarland (middleweight champ)
- 1936 : Sky Parade : Speed Robertson
- 1936 : Navy Born : Lt. Red Furness
- 1936 : Blackmailer : Peter Cornish
- 1936 : Alibi for Murder : Perry Travis
- 1936 : Fury and the Woman : Bruce Corrigan
- 1936 : Flying Hostess : Hal Cunningham
- 1937 : J'ai le droit de vivre (You Only Live Once) de Fritz Lang : Father Dolan
- 1937 : Breezing Home : Steve Rowan
- 1937 : À l'est de Shanghaï (Wings Over Honolulu) de H. C. Potter : Lt. Jack Furness
- 1937 : Reported Missing : Steve Browning
- 1937 : She Asked for It : Dwight Stanford
- 1937 : Behind the Mike : George Hayes
- 1937 : Some Blondes Are Dangerous : George Regan
- 1937 : Millionnaire à crédit (You're a Sweetheart) de David Butler : Fred Edwards
- 1938 : The Crime of Dr. Hallet de S. Sylvan Simon : Dr Jack Murray
- 1938 : The Devil's Party de Ray McCarey : Mike O'Mara
- 1938 : La Foule en délire (The Crowd Roars) de Richard Thorpe : Johnny Martin
- 1938 : Personal Secretary de Otis Garrett : Marcus 'Mark' Farrell
- 1939 : Within the Law (en) de Gustav Machatý : Police Sergeant Cassidy
- 1939 : The Adventures of Jane Arden de Terry Morse : Edward 'Ed' Towers
- 1939 : Emporte mon cœur (Broadway Serenade) de Robert Z. Leonard : Bill Foster
- 1939 : Women in the Wind de John Farrow : Ace Boreman
- 1939 : La Maison de l'épouvante (The House of Fear) de Joe May : Arthur McHugh
- 1939 : Le Roi des reporters (The Housekeeper's Daughter) de Hal Roach : Ed O'Malley
- 1939 : Three Sons (en) de Jack Hively : Thane Pardway
- 1939 : Joe and Ethel Turp Call on the President (it) de Robert B. Sinclair : Joe Turp
- 1940 : Double Alibi de Phil Rosen : Walter Gifford
- 1940 : Isle of Destiny (en) d'Elmer Clifton : 'Stripes' Thornton
- 1940 : La Rançon de la gloire (Star Dust) de Walter Lang : Dane Wharton
- 1940 : Changeons de sexe (Turnabout) de Hal Roach : Joel Clare
- 1940 : Sporting Blood de S. Sylvan Simon : Duffy, Vander's Trainer
- 1940 : Drôle de mariage (They Knew What They Wanted) de Garson Kanin : Joe
- 1941 : Cheers for Miss Bishop de Tay Garnett : Sam Peters
- 1941 : Sealed Lips (en) de George Waggner : Lee Davis
- 1941 : Flying Cadets : 'Trip' Hammer
- 1941 : Qui a tué Vicky Lynn ? (I Wake Up Screaming) de H. Bruce Humberstone : Jerry MacDonald
- 1941 : Deux Nigauds aviateurs (Keep 'Em Flying) : Craig Morrison
- 1942 : Bombay Clipper : Jim Wilson
- 1942 : A Close Call for Ellery Queen : Ellery Queen (personnage)
- 1942 : A Desperate Chance for Ellery Queen de James Patrick Hogan : Ellery Queen (personnage)
- 1942 : Miss Annie Rooney : Tim Rooney
- 1942 : Au coin de la Quarante-Quatrième rue (The Mayor of 44th Street) d'Alfred E. Green : Tommy Fallon
- 1942 : Enemy Agents Meet Ellery Queen (en) de James Patrick Hogan : Ellery Queen (personnage)
- 1942 : Destination Unknown : Briggs Hannon, aka Harrison
- 1942 : Deux Nigauds détectives (Who Done It?) : Lt. Lou Moran
- 1943 : No Place for a Lady : Jess Arno
- 1943 : Harrigan's Kid : Tom Harrigan
- 1943 : Swing Fever : 'Waltzy' Malone
- 1944 : Le Fantôme de Canterville (The Canterville Ghost) de Jules Dassin et Norman Z. McLeod : Sergent Benson
- 1945 : She Gets Her Man : 'Breezy' Barton
- 1945 : Song of the Sarong : Drew
- 1945 : Midnight Manhunt : Pete Willis
- 1945 : Les Cloches de Sainte-Marie (The Bells of St. Mary's) : Joe Gallagher, Patsy's father
- 1945 : Follow That Woman : Sam Boone
- 1946 : Behind Green Lights : Lt. Sam Carson
- 1946 : Strange Impersonation : Dr Stephan Lindstrom
- 1946 : Night Editor : Tony Cochrane
- 1946 : Meurtre au music-hall (Murder in the Music Hall) : Inspector Wilson
- 1946 : Rendezvous 24 de James Tinling : Agent Larry Cameron
- 1946 : Hot Cargo : Joe Harkness
- 1946 : Jusqu'à la fin des temps (Till the End of Time) : Sgt. Gunny Watrous
- 1946 : Le Gars épatant (Swell Guy) de Frank Tuttle : Martin Duncan
- 1948 : The Argyle Secrets (en) de Cy Endfield : Harry Mitchell
- 1948 : Waterfront at Midnight : Mike Hanrohan
- 1949 : Dynamite : 'Gunner' Peterson
- 1949 : Martin Kane, Private Eye (série TV) : Martin Kane (unknown episodes, 1949-1951)
- 1955 : Les Années sauvages (The Rawhide Years) de Rudolph Maté : Marshal Sommers
- 1956 : Immortel Amour de Rudolph Maté : Harry Wood